# Анетт Шуттінґ
Анетт Шуттінґ (нар. 24 серпня 1991) — колишня естонська тенісистка.
Найвищу одиночну позицію світового рейтингу — 679 місце досягла 26 липня 2010, парну — 856 місце — 12 липня 2010 року.

## Фінали ITF

### Одиночний розряд (0–1)
| Легенда          |
| ---------------- |
| Турніри $100,000 |
| Турніри $75,000  |
| Турніри $50,000  |
| Турніри $25,000  |
| Турніри $10,000  |

| Фінали за покриттям |
| ------------------- |
| Тверде (0–0)        |
| Ґрунт (0–1)         |
| Трава (0–0)         |
| Килим (0–0)         |

| Результат | Дата          | Турнір                     | Покриття | Суперниця  | Рахунок  |
| --------- | ------------- | -------------------------- | -------- | ---------- | -------- |
| Поразка   | 3 серпня 2009 | ITF Савітайпале, Фінляндія | Ґрунт    | Емма Лайне | 5–7, 1–6 |

### Парний розряд (0–1)
| Легенда          |
| ---------------- |
| Турніри $100,000 |
| Турніри $75,000  |
| Турніри $50,000  |
| Турніри $25,000  |
| Турніри $10,000  |

| Фінали за покриттям |
| ------------------- |
| Тверде (0–1)        |
| Ґрунт (0–0)         |
| Трава (0–0)         |
| Килим (0–0)         |

| Результат | Дата           | Турнір                   | Покриття | Партнерка     | Суперниці                         | Рахунок             |
| --------- | -------------- | ------------------------ | -------- | ------------- | --------------------------------- | ------------------- |
| Поразка   | 22 лютого 2010 | ITF Портіман, Португалія | Тверде   | Gally De Wael | Юстина Єгйолка Барбара Собашкевич | 6–3, 6–7(6), [5–10] |

## Участь у Кубку Федерації

### Одиночний розряд
| Розіграш                                 | Стадія | Дата           | Місце             | Супротивник                                   | Покриття   | Суперниця        | W/L | Рахунок       |
| ---------------------------------------- | ------ | -------------- | ----------------- | --------------------------------------------- | ---------- | ---------------- | --- | ------------- |
| 2007 Fed Cup Europe/Africa Zone Group I  | R/R    | 18 квітня 2007 | Пловдив, Болгарія | Serbia                                        | Ґрунт      | Воїслава Лукич   | L   | 2–6, 1–6      |
| 2007 Fed Cup Europe/Africa Zone Group I  | R/R    | 20 квітня 2007 | Пловдив, Болгарія | Sweden                                        | Ґрунт      | Міхаела Юханссон | L   | 6–1, 2–6, 3–6 |
| 2007 Fed Cup Europe/Africa Zone Group I  | P/O    | 21 квітня 2007 | Пловдив, Болгарія | Збірна Нідерландів з тенісу в Кубку Федерації | Ґрунт      | Нікол Тейссен    | L   | 1–6, 1–6      |
| 2008 Fed Cup Europe/Africa Zone Group II | R/R    | 1 лютого 2008  | Таллінн, Естонія  | Ireland                                       | Тверде (i) | Енн Мелл         | W   | 6–2, 6–1      |

### Парний розряд
| Розіграш                                        | Стадія | Дата           | Місце             | Супротивник     | Покриття   | Партнерка     | Суперниці                      | W/L | Рахунок       |
| ----------------------------------------------- | ------ | -------------- | ----------------- | --------------- | ---------- | ------------- | ------------------------------ | --- | ------------- |
| 2007 Fed Cup Europe/Africa Zone Group I         | R/R    | 18 квітня 2007 | Пловдив, Болгарія | Serbia          | Ґрунт      | Маргіт Рйтель | Воїслава Лукич Ана Тимотич     | L   | 2–6, 7–5, 3–6 |
| 2007 Fed Cup Europe/Africa Zone Group I         | R/R    | 20 квітня 2007 | Пловдив, Болгарія | Sweden          | Ґрунт      | Anett Kaasik  | Марі Андерссон Юганна Ларссон  | L   | 5–7, 2–6      |
| 2008 Fed Cup Europe/Africa Zone Group II        | R/R    | 1 лютого 2008  | Таллінн, Естонія  | Ireland         | Тверде (i) | Маргіт Рйтель | Івонн Дойл Келлі Лігган        | W   | 6–1, 6–3      |
| 2008 Fed Cup Europe/Africa Zone Group II        | P/O    | 2 лютого 2008  | Таллінн, Естонія  | Південна Африка | Тверде (i) | Маргіт Рйтель | Келлі Андерсон Tarryn Rudman   | W   | 7–5, 7–6(7)   |
| Кубок Федерації 2009 Europe/Africa Zone Group I | R/R    | 5 лютого 2009  | Таллінн, Естонія  | Croatia         | Тверде (i) | Маргіт Рйтель | Єлена Костанич-Тошич Ана Врлич | L   | 4–6, 7–5, 4–6 |
| 2010 Fed Cup World Group II                     | WG2    | 7 лютого 2010  | Таллінн, Естонія  | Argentina       | Тверде (i) | Маргіт Рйтель | Майлен Ору Марія Ірігоєн       | L   | 5–7, 4–6      |